# Stor revmossa
Stor revmossa (Bazzania trilobata) är en bladlevermossa med kupade blad som är naggade i spetsen. Skotten är Y-formigt grenade. I Sverige är den vanligast i sydväst. Stor revmossa är Dalslands landskapsmossa.